# オプヴァルデン準州

オプヴァルデン準州の位置

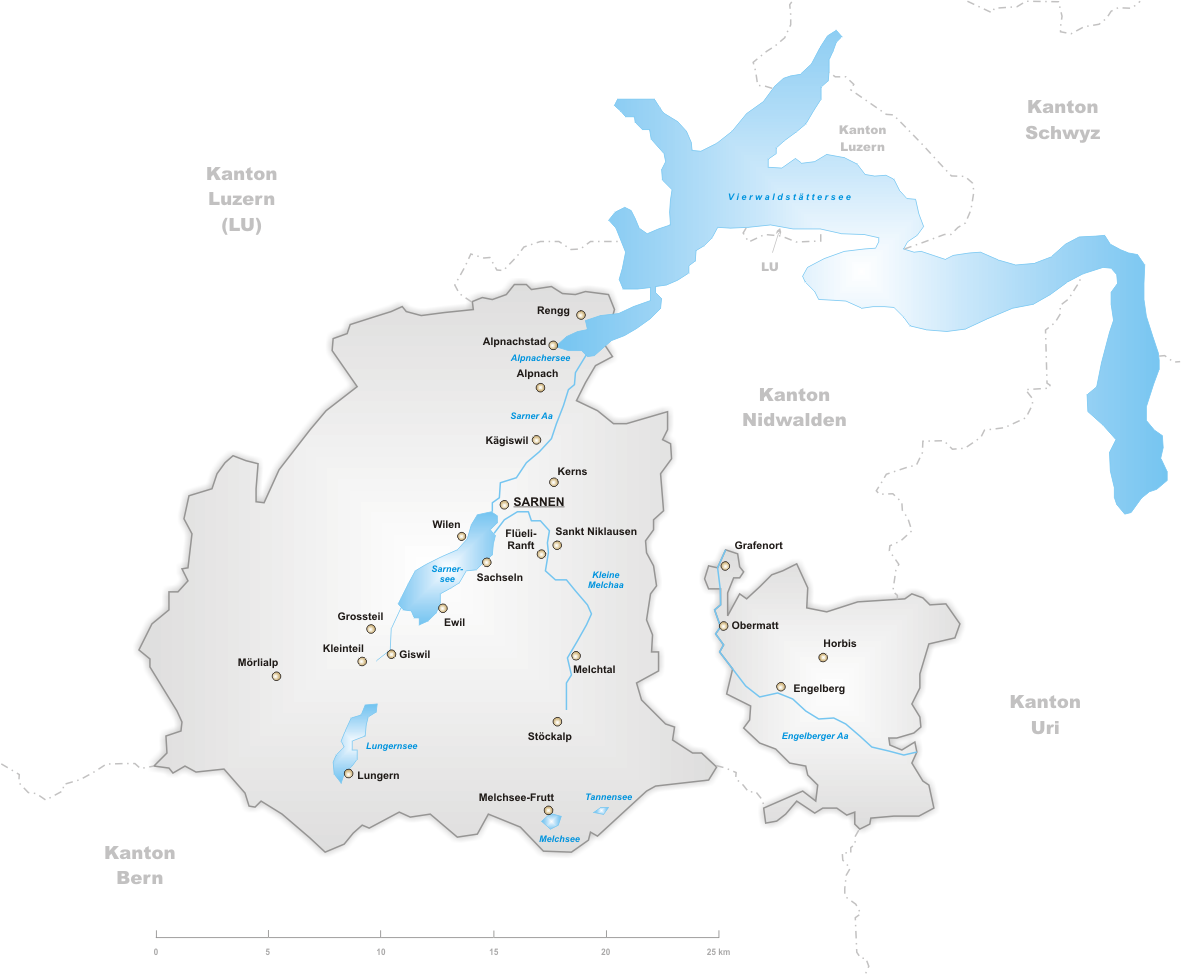
オプヴァルデン準州の地図

オプヴァルデン準州（オプヴァルデンじゅんしゅう、ドイツ語: Obwalden）は、スイスのカントン（州）。人口は3万7076人（2015年12月）。州都はザルネン。
7つの行政区に分かれている。1291年、今のスイス連邦の元となる原初同盟を結んだ州の一つをニトヴァルデン準州およびベルン州のベルナー・オーバーラント地方と構成していた。

## 地理
オプヴァルデン準州はスイスのほぼ中央に位置している。